# Lithophane petrificosa
Lithophane petrificosa är en fjärilsart som beskrevs av Jacob Hübner 1827. Lithophane petrificosa ingår i släktet Lithophane och familjen nattflyn. Inga underarter finns listade i Catalogue of Life.